# Digonogastra laticampa
Digonogastra laticampa är en stekelart som först beskrevs av Günther Enderlein 1920.  Digonogastra laticampa ingår i släktet Digonogastra och familjen bracksteklar. Inga underarter finns listade i Catalogue of Life.